# Nahlesara
Nahlesara és un poble de l'Índia al districte de Balaghat a Madhya Pradesh. A la rodalia hi ha construïda una resclosa sobre el riu Chandan amb una longitud aproximada d'1,5 kilòmetres, que forma un llac artificial. Té una certa antiguitat i s'utilitza per regar els camps. És a uns 58 de Balaghat (ciutat). A 1 km de la resclosa hi ha el temple d'Amma Mai.